# Dewy Elsinga
Dewy Elsinga (Amsterdam, 1992) is een beeldend kunstenaar en illustrator, ook bekend onder de naam Butterfingaz. 
Elsinga studeerde in 2018 af aan de Willem de Kooning Academie in Rotterdam in de richting illustratie.

## Werk
Elsinga's werk kenmerkt zich door krachtig kleurgebruik en verschillende structuren en patronen waarbij de beelden balanceren tussen figuratief en abstract. De kunstenaar wordt geïnspireerd door onder andere Op-art en funk cultuur uit de jaren 70 van de twintigste eeuw en het stedelijk landschap, vaak Amsterdam.
Naast autonoom werk maakt de Elsinga ook werk in opdracht. Zo maakte zij de illustraties voor de serie 'Ons koloniale verleden in 50 voorwerpen' van de Volkskrant.